# Jesper Karlström
Pour les articles homonymes, voir Karlström.
Jesper Karlström, né le 21 juin 1995 à Stockholm en Suède, est un footballeur international suédois qui évolue au poste de milieu défensif à l'Udinese Calcio.

## Biographie

### Brommapojkarna

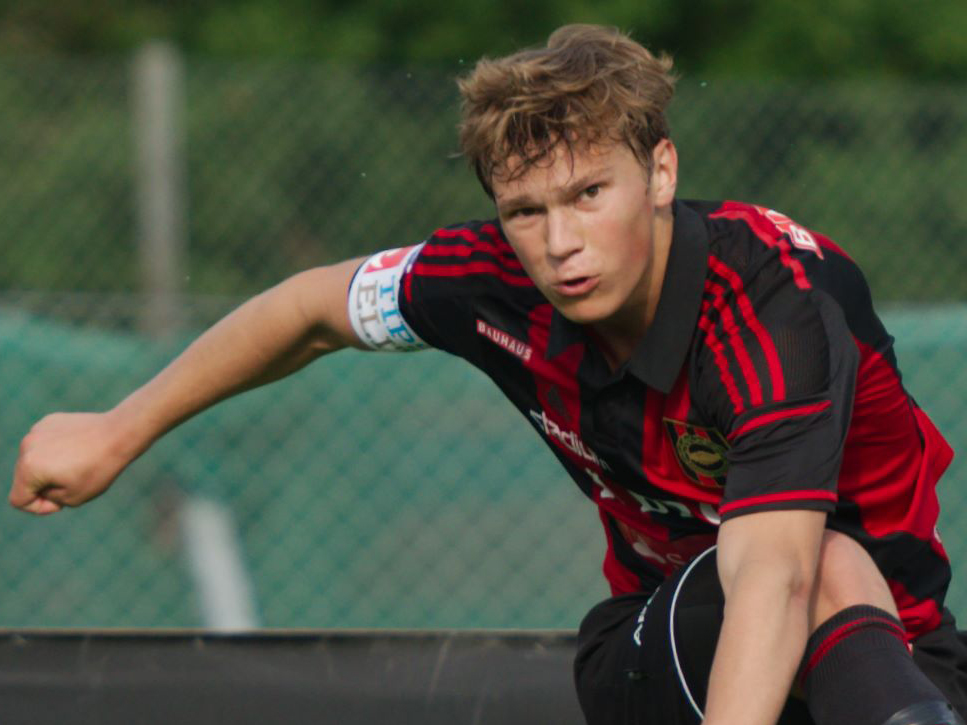
Jesper Karlström en 2014 avec l'IF Brommapojkarna.

Né à Stockholm en Suède, Jesper Karlström débute en professionnel avec l'IF Brommapojkarna, club dans lequel il est en partie formé après son passage en jeunes à Hammarby IF. Il joue son premier match le 27 juillet 2013, sur la pelouse du Kalmar FF, en étant titularisé au milieu de terrain. Le match se termine sur un score nul de 2-2.

### Djurgårdens
En 2015, il signe un contrat de quatre ans avec le plus grand club basé à Stockholm, le Djurgårdens IF. Il fait ses débuts lors d'un match de Svenska Cupen contre Norrby IF, le 1er mars 2015. Il est titulaire et réalise une passe décisive, mais son équipe s'incline 4 buts à 2.
En 2017, il est brièvement prêté à son ancien club de l'IF Brommapojkarna, mais ne joue que deux matchs.
Il remporte son premier trophée en 2018 avec Djurgårdens IF, en étant vainqueur de la Svenska Cupen. Il participe à la finale disputée le 10 mai 2018 contre le Malmö FF, et délivre une passe décisive pour l'ouverture du score signée Jacob Une Larsson. Son équipe s'impose 3-0 lors de ce match.
Lors de la saison 2019 il est sacré champion de Suède avec Djurgårdens IF, grâce à une victoire obtenue à la dernière journée du championnat.

### Lech Poznań
Le 2 décembre 2020 est annoncé le transfert de Jesper Karlström au Lech Poznań. Le milieu de terrain s'engage jusqu'en 2024 avec le club polonais.
Karlström inscrit son premier but pour le Lech Poznań le Górnik Łęczna le 20 avril 2022. Il contribue à la victoire de son équipe par trois buts à zéro.
Il est sacré champion de Pologne en 2021-2022,,.

### Udinese Calcio
Le 3 août 2024, Jesper Karlström quitte le Lech Poznań afin de s'engager en faveur du club italien de l'Udinese Calcio. Il signe un contrat de deux ans, plus une année supplémentaire en option,.
Il joue son premier match pour l'Udinese le 9 août 2024, lors d'une rencontre de coupe d'Italie face à l'US Avellino. Il entre en jeu à la place de Martín Payero et son équipe s'impose par quatre buts à zéro.

### En sélection
Avec les espoirs, il inscrit un but en mars 2015 contre la Norvège.
Jesper Karlström honore sa première sélection avec l'équipe nationale de Suède le 11 janvier 2018, contre le Danemark (victoire 0-1 à Abou Dabi).
En mars 2022, Karlström est rappelé avec l'équipe de Suède par le sélectionneur Janne Andersson. Il n'avait plus été convoqué en sélection depuis 2018.

## Palmarès
Djurgårdens IF
- Svenska Cupen (1) :
  - Vainqueur : 2018.
- Championnat de Suède (1) : 
  - Champion : 2019.

 Lech Poznań
- Championnat de Pologne (1) :
  - Champion : 2021-22